# المراحضة (بني مطر)

تعديل مصدري - تعديل

المراحضة هي إحدى قرى عزلة ديان بمديرية بني مطر التابعة لمحافظة صنعاء، بلغ تعداد سكانها 872 نسمة حسب تعداد اليمن لعام 2004.